# Фалёнский район
Фалёнский район — административно-территориальная единица (район) на востоке Кировской области России. В рамках организации местного самоуправления в границах района существует муниципальное образование Фалёнский муниципальный округ (с 2004 до 2020 гг. — муниципальный район).
Административный центр — посёлок городского типа Фалёнки.

## География
Площадь — 2510 км². Район граничит на севере с Белохолуницким и Омутнинским районами; на востоке — с Омутнинским районом и Удмуртской Республикой, на юге — с Унинским районом, на западе — с Богородским и Зуевским районами области.
Основные реки — Чепца, Святица, Суна.

## Население
| 1939    | 1959    | 1970    | 1979    | 1989    | 2002    | 2006    | 2009    | 2010    |
| ------- | ------- | ------- | ------- | ------- | ------- | ------- | ------- | ------- |
| 27 612  | ↗53 919 | ↘23 242 | ↘20 216 | ↘17 801 | ↘14 713 | ↘13 800 | ↘12 802 | ↘11 138 |
| 2011    | 2012    | 2013    | 2014    | 2015    | 2016    | 2017    | 2018    | 2019    |
| ↘11 045 | ↘10 588 | ↘10 258 | ↘10 035 | ↘9721   | ↘9511   | ↘9247   | ↘8913   | ↘8547   |
| 2020    | 2021    |         |         |         |         |         |         |         |
| ↘8229   | ↘7756   |         |         |         |         |         |         |         |

### Урбанизация
Городское население (рабочий посёлок Фалёнки) составляет  54,94 % от всего населения района (округа).

## История
Район образован 10 июня 1929 года Указом Президиума ВЦИК РСФСР в составе Вятского округа Нижегородского края. С 1934 года район находился в составе Кировского края, с 1936 года — в Кировской области.
В 1956 году в состав района включена территория упразднённого Бельского района.
С 1959 по 1965 год в состав района входила территория Унинского района.

## Населённые пункты
В Фалёнском районе (муниципальном округе) 46 населённых пунктов, в том числе один городской (рабочий посёлок) и 45 сельских населённых пунктов
| №  | Населённый пункт | Тип          | Население |
| -- | ---------------- | ------------ | --------- |
| 1  | Фалёнки          | пгт          | ↘4261     |
| 2  | Баженово         | деревня      | 81        |
| 3  | Баи              | деревня      | 50        |
| 4  | Белая            | село         | ↘303      |
| 5  | Бобыли           | деревня      | 1         |
| 6  | Верхосунье       | село         | ↘543      |
| 7  | Веселки          | деревня      | 9         |
| 8  | Вогульцы         | деревня      | 89        |
| 9  | Демаки           | деревня      | 5         |
| 10 | Елинцы           | деревня      | 11        |
| 11 | Ильинское        | село         | ↘64       |
| 12 | Николаево        | село         | ↘2        |
| 13 | Князи            | ж.д. разъезд | 0         |
| 14 | Леваны           | деревня      | ↘562      |
| 15 | Малахи           | деревня      | 279       |
| 16 | Медвежена        | деревня      | 81        |
| 17 | Мошни            | деревня      | 14        |
| 18 | Муляны           | деревня      | 46        |
| 19 | Набережный       | посёлок      | 20        |
| 20 | Нагорское        | село         | ↘48       |
| 21 | Низево           | село         | ↘213      |
| 22 | Николаево        | село         | ↘279      |
| 23 | Октябрьский      | посёлок      | ↘590      |
| 24 | Паньшонки        | деревня      | ↘165      |
| 25 | Первомайский     | посёлок      | 80        |
| 26 | Петруненки       | деревня      | ↘269      |
| 27 | Плесо            | деревня      | 51        |
| 28 | Плешки           | деревня      | 2         |
| 29 | Подоплеки        | посёлок      | 142       |
| 30 | Полом            | село         | ↘220      |
| 31 | Русская Сада     | деревня      | 8         |
| 32 | Рякинцы          | деревня      | 13        |
| 33 | Святица          | село         | ↘355      |
| 34 | Ситники          | деревня      | 4         |
| 35 | Солдари          | деревня      | 57        |
| 36 | Талица           | село         | ↘764      |
| 37 | Турунцы          | деревня      | 2         |
| 38 | Тютрюмы          | деревня      | 0         |
| 39 | Первомайский     | деревня      | ↘231      |
| 40 | Чаруши           | деревня      | 20        |
| 41 | Чепецкий         | участок      | 0         |
| 42 | Черноус          | ж.д. разъезд | 4         |
| 43 | Чукша            | деревня      | 64        |
| 44 | Юсово            | деревня      | 130       |
| 45 | Яровые           | деревня      | 4         |
| 46 | 1083 км          | ж.д. казарма | 5         |

Упразднённые населенные пункты
- деревня Дунай (2004 год).
- железнодорожный разъезд Леваны (2022 год)

## Муниципальное устройство
В рамках организации местного самоуправления в границах района функционирует Фалёнский муниципальный округ (с 2004 до 2020 года — муниципальный район).
С конца 2004 до апреля 2009 гг. муниципальный район включал 11 муниципальных образований: 1 городское и 10 сельских поселений.
Законом Кировской области от 30 апреля 2009 года был упразднён ряд сельских поселений: Бельское и Паньшонское (включены в Талицкое); Советское (включено в Медвеженское сельское поселение с административным центром в посёлке Октябрьский).
Законом Кировской области от 5 июля 2011 года упразднено Николаевское сельское поселение (включено в Фалёнское городское поселение).
С июля 2011 до января 2020 гг. муниципальный район включал 7 муниципальных образований, в том числе 1 городское и 6 сельских поселения:
| № | Муниципальное образование с 2011 до 2020 гг. | Административный центр | Количество населённых пунктов | Население, чел. | Площадь, км² |
| - | -------------------------------------------- | ---------------------- | ----------------------------- | --------------- | ------------ |
| 1 | Фалёнское городское поселение                | пгт Фалёнки            | 16                            | 4878            | 919,24       |
| 2 | Верхосунское сельское поселение              | село Верхосунье        | 5                             | 571             | 275,44       |
| 3 | Левановское сельское поселение               | деревня Леваны         | 8                             | 496             | 123,08       |
| 4 | Медвеженское сельское поселение              | посёлок Октябрьский    | 4                             | 941             | 230,70       |
| 5 | Петруненское сельское поселение              | деревня Петруненки     | 3                             | 241             | 210,97       |
| 6 | Поломское сельское поселение                 | село Полом             | 2                             | 178             | 87,17        |
| 7 | Талицкое сельское поселение                  | село Талица            | 9                             | 924             | 658,87       |

В январе 2020 года муниципальный район и все входившие в его состав городское и сельские поселения были упразднены и объединены в единое муниципальное образование — Фалёнский муниципальный округ (с переходным периодом до января 2021 года).
Район как административно-территориальная единица области сохранил свой статус, но входившие в состав района сельские округа упразднены.

## Председатели райисполкома
С 1929 по 1991 годы в райисполкоме председательствовали:
| Ф. И. О.                         | Время замещения должности    |
| -------------------------------- | ---------------------------- |
| Возженников Александр Алексеевич | июнь – декабрь 1929          |
| Гремицкий Михаил Васильевич      | декабрь 1929 – май 1930      |
| Елкин Сергей Яковлевич           | май 1930 – январь 1931       |
| Филюшкина Эрмина Христиановна    | октябрь 1931 – декабрь 1933  |
| Морозов Иван Федорович (И.О.)    | январь – март 1934           |
| Селиверстов Иван Павлович        | март 1934 – ноябрь 1935      |
| Чушков Николай Степанович        | ноябрь 1935 – февраль 1938   |
| Штин Петр Дмитриевич             | февраль – декабрь 1938       |
| Фатиков Павел Васильевич         | январь 1939 – июнь 1942      |
| Коршунов Алексей Никифорович     | июнь 1942 – февраль 1943     |
| Урванцев Федор Селиверстович     | январь 1943 – январь 1945    |
| Левачев Павел Матвеевич          | февраль – май 1945           |
| Косенков Сергей Андреевич        | май 1945 – декабрь 1947      |
| Бердников Анатолий Павлович      | январь 1948 – апрель 1952    |
| Кропачев Иван Степанович         | апрель 1952 – март 1955      |
| Кочуров Анатолий Иванович        | март 1955 – март 1960        |
| Родин Евгений Алексеевич         | апрель – август 1960         |
| Суставов Василий Дмитриевич      | сентябрь 1960 – декабрь 1962 |
| Криницын Евгений Трофимович      | январь 1965 – май 1977       |
| Коковихин Алексей Васильевич     | май 1977 – ноябрь 1985       |
| Лысков Евгений Петрович          | ноябрь 1985 – март 1991      |
| Русских Геннадий Александрович   | март – декабрь 1991          |

## Достопримечательности
- Церковь Рождества Пресвятой Богородицы в селе Белая.